# Пульезе, Умберто
Исаак Умберто Пульезе (итал. Umberto Pugliese; 13 января 1880 — 15 июля 1961) — главный кораблестроитель Италии, вице-адмирал-инженер, генерал-лейтенант ВМС Италии.

## Биография
Родился в еврейской семье. Окончил военно-морскую академию в Ливорно и военно-морское училище в Генуе (в 1901 году). 
Участвовал в строительстве военных кораблей «Витторио Эмануэле» и «Реджина Маргерита». 
В 1925−1931 годах — директор завода в Кастелламмаре-ди-Стабия, а затем руководил судостроением в Специи. В феврале 1931 года возглавил управление кораблестроения (главный инспектор кораблестроения Италии). Работал на реконструкции линкоров «Дуилио» и «Кавур», был конструктором линкора «Литторио». Создал систему противоторпедной защиты.
В 1938 году, как еврей, был отстранён от службы, ввиду принятия расовых законов фашистским режимом. 
В ноябре 1940 года после нападения британского флота на базу Таранто был в особом порядке возвращён в армию как необходимый военный специалист. Его сестра была схвачена немцами в 1943 году и отправлена в Освенцим, где погибла. В 1944 году был арестован в Риме СС, но сумел бежать. 
После войны и до начала 1961 года был президентом Национального института исследований и опыта военно-морской архитектуры.